# 28e division SS Wallonie
Ne doit pas être confondu avec la Légion belge (mouvement de résistance).
La 28e division de grenadier blindé SS volontaire de « Wallonie » (abrégé par la suite en 28e division SS « Wallonie »), également connue sous les surnoms de Légion Wallonie et Division Wallonie, était une unité collaborationniste belge dont les volontaires étaient issus majoritairement de Wallonie.
L’origine de la 28e division SS « Wallonie » remonte toutefois aux prémices du Service d’ordre et de protection du Front populaire de Rex, devenu à la suite de son interdiction, les Formations de Combat rexiste, première esquisse d’une collaboration active avec l’occupant (l’administration et l’armée régulière allemande, la Wehrmacht).
Par la suite, ces « formations de combat » (milice non armée, employées pour maintenir l'ordre au service de l'occupant) ont été transformées en une unité paramilitaire : les « Gardes Wallonnes », habillée et payée par la Wehrmacht. Cette « garde » fut réduite à peau de chagrin lorsque l’appel aux volontaires pour le combat contre le bolchevisme fut lancé, donnant naissance au Bataillon d’Infanterie no 373.
L'unité acquit les runes vers la fin de 1943 et son nom changea à nouveau successivement (5e brigade d'assaut SS de Wallonie, Brigade de grenadiers SS volontaires de Wallonie) au fil de ses apports en effectifs, de ses unités mères, de ses pertes… 
La 28e division SS « Wallonie » suivit le déclin de nombreuses unités sur le Front de l’Est, de bataille en bataille, et fut dissoute cinq jours avant la reddition inconditionnelle de l’Allemagne nazie.
À leur retour en Belgique, de nombreux membres de la Division Wallonie furent jugés pour faits de collaboration avec l'occupant. Les tribunaux militaires belges prononcèrent plusieurs condamnations à mort et de lourdes peines d'emprisonnement, tandis que certains collaborateurs, comme Léon Degrelle, choisirent l'exil pour échapper aux poursuites judiciaires.

## La naissance de la collaboration

### Contexte idéologique
Le krach boursier de 1929 ainsi que les profondes mutations politiques, notamment avec la montée d’idéologies totalitaires tel que le communisme, le fascisme et le nazisme polarisent la société occidentale,.
La Belgique n’échappe pas à cette mouvance politico-économique avec deux principaux partis politiques émergeant : au nord du pays, la Ligue nationale flamande (en néerlandais : Vlaams Nationaal Verbond, acronymisé VNV), au sud avec le Front populaire de Rex (abrégé par la suite en « Rex » ou « Mouvement Rex » ou « Mouvement rexiste »).
Rex, fondé en 1935 par Léon Degrelle incarne une opposition à l’ordre politique traditionnel s’alignant rapidement sur les idéologies fascistes auxquelles se rajoute un discours anticommuniste acerbe.

« Belges, aujourd’hui, vous allez jouer tout : vos foyers, vos enfants, l’avenir du pays. Tous les partis, corrompus, se valent. Ils vous ont tous volés, ruinés, trahis. 
Tous, dégoulinant de leurs infamies, voudraient, une fois de plus, vous bourrer le crâne. Ouvrez l'œil ! Ne vous laissez plus faire ! [...] »

— Léon Degrelle, (discours de campagne de 1936)
Le Mouvement rexiste est alors considéré comme une alternative viable à un parlement jugé inefficace, parfois corrompus et inadapté ; petit à petit, il se rapproche de l’idéologie montante d’extrême droite d’Europe (principalement le parti fasciste de Benito Mussolini) mais aussi avec une vision proche du Troisième Reich et de ses doctrines.

### Du rexisme politique au rexisme de collaboration

#### Service d'ordre et de Protection du Mouvement Rex
« [...] À la haine sociale, vous avez, Italiens de Mussolini, substitué la communauté populaire. C’est cet esprit, fort, rythmé à larges coups et généreux comme le sang qui vous permet désormais de rendre une force jeune et ardente à tout ce qui est l’Italie. »

— Léon Degrelle, (Discours radiophonique, Radio Turin, 1937)
Dès 1936, le Mouvement Rex s’inspire à nouveau du parti fasciste du Duce et crée une branche paramilitaire, le Service d’ordre et de Protection.

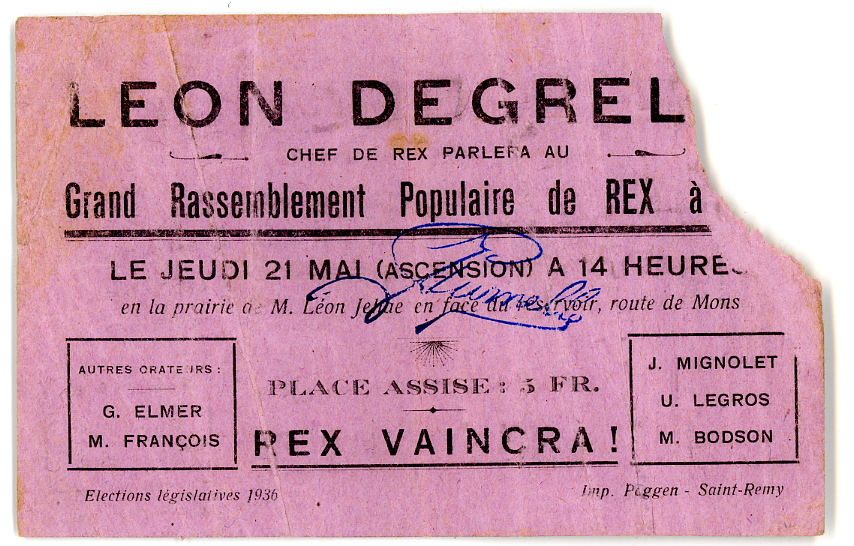
Ticket pour le Grand Rassemblement Populaire du 21 mai 1936, organisé par le chef de Rex, Léon Degrelle.

Cette milice non armée composée de gros bras idolâtre de Degrelle est chargée de la protection des meetings de leurs virulent leader ainsi qu’à l’intimidation des opposants au rexisme ; incluant et non limité aux communistes, socialistes, le tout harangué par les mots du futur « Führereke »,.

Bien qu’interdit (à la suite des élections partielles de 1937 où le parti rexiste perd face au Bloc catholique), le Service d’ordre et de Protection continue à vivoter (à l’instar du Front populaire de Rex).

« Mais combien n’y en a-t-il pas qui sont arrivés chez nous, venus autres pays et qui sont au service de l'Internationale ? [...] L'immigration des juifs est un danger social, parce qu'ils réussissent à pénétrer dans la presse et qu’ils s'efforcent de faire adopter leurs pratiques malfaisantes. »

— Léon Degrelle, (discours lors du méga-rassemblement Rex au Sportpalais van Antwerpen, 11 avril 1938 ; à propos de la Question Juive en Belgique, à orientation anticommuniste)
C’est encore face à des élections (celles de 1939) où le parti rexiste n’a plus que quatre représentants, qu'il vivote au travers de ses publications propagandistes (tel « Le Pays Réel »), que l’extrémisme du mouvement prend une forme plus accrue et tends un regard vers les formations nazies,.

#### Formations de Combat rexiste
Le 9 juillet 1940, Degrelle sort de l’ombre pour une collaboration plus active et transforme le Service d’ordre et de Protection en Formations de Combat rexiste dans le but de structurer et « militariser » les partisans de Rex. Il place ces formations dans les mains de Fernand Rouleau, pourtant son grand concurrent. Sous l’influence de ce dernier, les Formations de Combat comporteront jusqu’à 4 000 membres, .
Ces groupes, inspirés des Sturmabteilung (SA), (mais) non armés, payés par Rex mais formé par l’occupant, ont des missions de police sur le territoire. Avec l’occupation allemande de la Belgique en 1940, les Formations de Combat rexistes jouent un rôle actif dans la répression des ennemis politiques locaux et assistent l’occupant dans de nombreuses tâches.

#### Gardes wallonnes
Dans la radicalisation politique croissante, Les Formations de Combats rexiste visent à structurer et à militariser les partisans de Rex, les préparer idéologiquement et pratiquement à une action plus violente au service de « l’Ordre nouveau » voulu par Degrelle.
Ces formations paramilitaires, bien qu’initialement limitées à des actions locales (entendons sur le territoire belge), constituent une première étape vers une future collaboration armée plus formelle avec l’Allemagne nazie, au leitmotiv idéologique de l’antibolchevisme, l’ennemi belgo-germanique commun à abattre.
« 
Ses émules ! Heureusement pour notre honneur de Belges, ils ne sont pas légion. Les troupes ont fondu au feu de l'ignominieuse agression allemande.
Mais il reste néanmoins une petite clique d'aventuriers rexistes fort remuants.
Parce qu'ils se sentent sous la protection des baïonnettes allemandes, ils s'amusent à jouer au soudard et à parader en uniforme. — Ils font penser au geai qui se pare des plumes du paon !
 »
— Anonyme, Journal clandestin Quand même !, no 6 d'avril 1941 (sur les volontaires de la Légion Wallonie (encore nommée Gardes wallonnes à l'écriture)), chap. Dans la fosse aux traitres ,Référence : BG429, C.2.G.M. — C.W.O.II.
C’est en 1941 que celles-ci prennent une forme complète de militarisation active sous le nom de Gardes wallonnes, équipées, formées et payées par la Wehrmacht. A contrario des Formations de Combat, les Gardes wallonnes sont armées, mais continuent de jouer non seulement un rôle de police sur le territoire mais aussi de répression au service de l'occupant.
L’effectif principal des Gardes wallonnes, qui assure des missions « sur le front de l’intérieur » (entendons en Belgique), est largement puisé dans les Formations de Combat rexiste, les combattants de 1940 adhérants tant aux idées de Rex que celle de la collaboration idéologique et les sympathisants du Mouvement.

## Le Bataillon d’infanterieno373

### Formation du bataillon
C’est au cri de propagande antibolchévique « Contre le bolchévisme ! Engage toi… » que le Bataillon d’infanterie no 373 se forme sur les Gardes wallonnes (les laissant à l’instar des Formations de Combat rexiste, « comme peau de chagrin ») et que plus de 800 wallons, dont Léon Degrelle, quittent Bruxelles vers le Reich pour entrainement à leur premier casernement, Meseritz,. La collaboration active franchit un pas supplémentaire pour devenir une collaboration militaro-armée à arrière-plan idéo-politico-social : la lutte contre les communistes et bolchéviques.

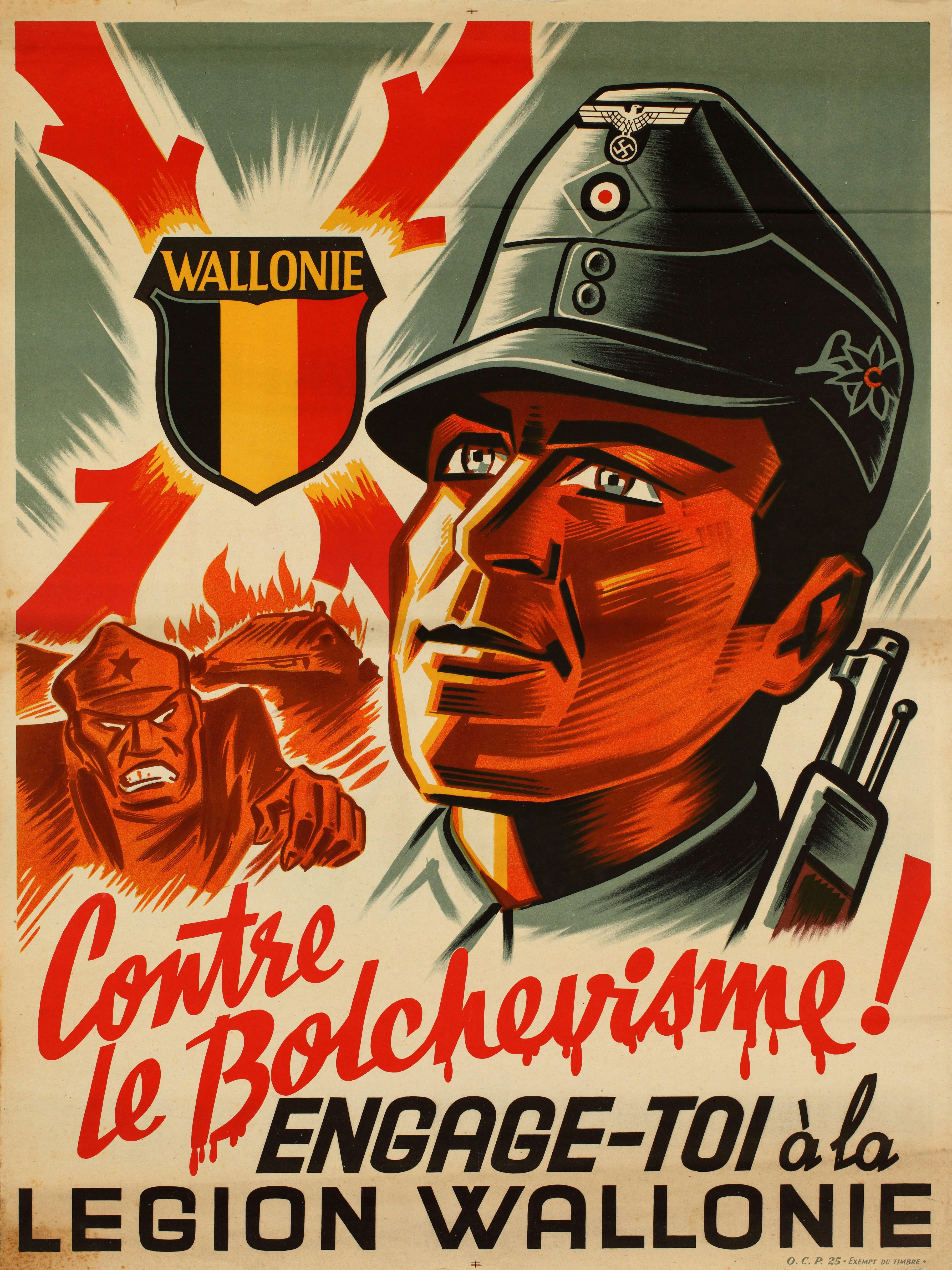
Contre le bolchevisme ! Engage-toi à la Légion Wallonie — Affiche de recrutement et son slogan antibolchévique.

C’est durant l’été d'août 1941, sous la supervision de la Wehrmacht, que ce type de collaboration se concrétise ; le tout arangué et alimenté en effectifs par « le Führer de Bouillon », antibolchévique de première heure, qui grâce à une politique de recrutement agressive au travers de nombreux discours virulents augmente les volontaires au fil du temps, volontaires séduits par l’idée de « défendre la civilisation européenne contre le bolchévisme ».

### Lutte anti-partisans
Le Bataillon d’infanterie no 373 (en allemand : Wallonisches Infanterie-Bataillon Nr. 373), est envoyé à l’Est, pour participer aux premières offensives de l’Opération Barbarossa. C’est principalement dans des opérations de soutien, de patrouilles, de sécurisation des zones nouvellement occupées et de missions contre-insurrectionnelles qu’agit le bataillon.
Les premiers mois, les engagements sont sporadiques, mais très éprouvants, tant pour les hommes que le moral ; le Front de l’Est est connu pour ses conditions rudes face aux assauts incessants des soviétiques, tant dans l’ombre au travers des partisans et maquisards, que dans la lumière des assauts d’unités régulières réfugiées dans les forêts environnantes face à l'avancée rapide de la Wehrmacht,.

### Le bassin de la Donets

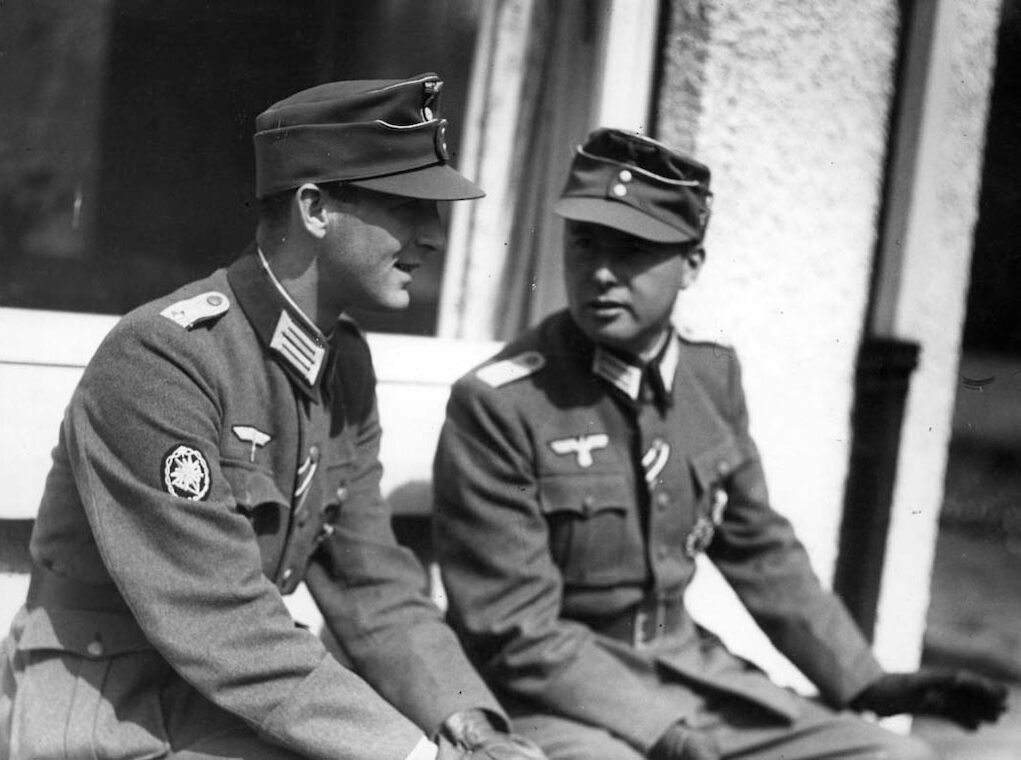
Lippert et Degrelle, les deux commandants historique de La Légion Wallonie, en uniforme de la Wehrmacht.

Le Bataillon d’infanterie no 373 est renforcé au fur et à mesure de ses pertes (accueillant « majoritairement dans ses rangs des aventuriers ou des personnes cherchant à fuir la faim, le travail obligatoire ou la misère morale, familiale et pécuniaire »), mais également transformé pour faire face à des batailles de plus en plus intenses. Si, au départ, ses engagements sont orientés dans des missions de défense et de protection de secteurs, à partir de 1942, l'unité commence à être impliquée dans des batailles plus importantes.
L’une des premières expériences au combat marquantes du bataillon a lieu en 1942 dans l’Oblast de Kyïv et dans le bassin de la Donets. Le bataillon participe à des opérations de maintien de positions stratégiques (protection des voies de chemin de fer…), sert de soutien aux divisions allemandes lors de la consolidation des lignes après l'avancée initiale de Opération Barbarossa. C'est aussi dans cette période que l'unité subit ses premières pertes significatives en raison des contre-attaques soviétiques,.

### Transformation progressive
Au fur et à mesure que les pertes s’accumulent et que les besoins de la Wehrmacht évoluent, le Bataillon d’infanterie no 373 est réaffecté à différentes divisions allemandes, parfois situées dans d’autres armées, passant d’une unité auxiliaire à une véritable force de combat.
C'est également à ce moment-là qu’il devient évident que la Wehrmacht commence à avoir du mal à gérer les volontaires étrangers et que l'organisation de la SS (au travers de la Waffen-SS) prend progressivement le contrôle de ces unités.

## Intégration à la Waffen-SS

### Une transition réfléchie
« Ainsi la « Légion Wallonie », devenue « Brigade SS Wallonie », ce qui n’était pourtant pas sa dénomination officielle, avait cessé, aux yeux du Mouvement, d’être au service du Pays. 
Dorénavant, elle était mise au service de la SS et devenait, par la force des choses, l’instrument d’une politique antinationale.
Il en résulta une scission au sein des rexistes dont le Mouvement ne se remit jamais. Même le groupe de Victor Matthys et les fidèles du Chef de son entourage ne parvinrent plus jamais à se ressouder avec la Légion. La cassure était nette et irréparable. »

— Eddy de Bruyne
Alors que Degrelle donne de toute sa voix (de discours en discours), une cassure se produit en janvier 1941 quand il termine l’un de ses discours par un « Heil Hitler » avec un bras tendu, indiquant la voie choisie : de l'idéologie nationaliste à l’idéologie nazie.
La « bande à Léon » est scindée : ceux qui vont adhérer à l’idéologie nazie tel leur leader charismatique et ceux, tel Jozef « Jef » Devos, qui prennent une distance. Cette scission reflète une divergence profonde. Devos, et compères (tel que De Backer (rédacteur en chef du journal Le Soir) ou encore Deligne (qu'il cite dans ses correspondances)), et encore d'autres restent attachés à un nationalisme belge autonome, tandis que Degrelle s'enfonçe dans une collaboration radicale avec l'idéologie nazie comme pensée, marquant une rupture nette au sein du Mouvement, .
C’est aussi avec cette idée de rapprochement idéologique que naît l’idée de Degrelle : intégrer les forces collaborationnistes dans la SS (avec un but ultime de fonder l’Algemeine SS Wallonien), les forces combattantes collaborationnistes dans la Waffen-SS, etc. Il apparait au fil des mois que face aux difficultés de la Wehrmacht de gérer les volontaires étrangers (incluant les volontaires wallons), l’idée et le travail antérieur de Degrelle vont porter leurs fruits.
Victor Matthys, successeur de Degrelle à la tête du Mouvement Rex, reste initialement un allié, mais la radicalisation croissante de Degrelle et la transformation de la Légion en un instrument de la Waffen-SS brise définitivement toute unité interne,.

### Brigade d’assautSS«Wallonie»
« Les Wallons se battent désormais derrière les enseignes aux bâtons noueux de Bourgogne, écarlates sur champ d’ivoire. Ils se nomment les « Bourguignons » et chantent des hymnes de lansquenets où il est question de reconstituer la Lotharingie... »

— Jean Mabire, La Panzerdivision Wiking : la lutte finale (1943-1945)

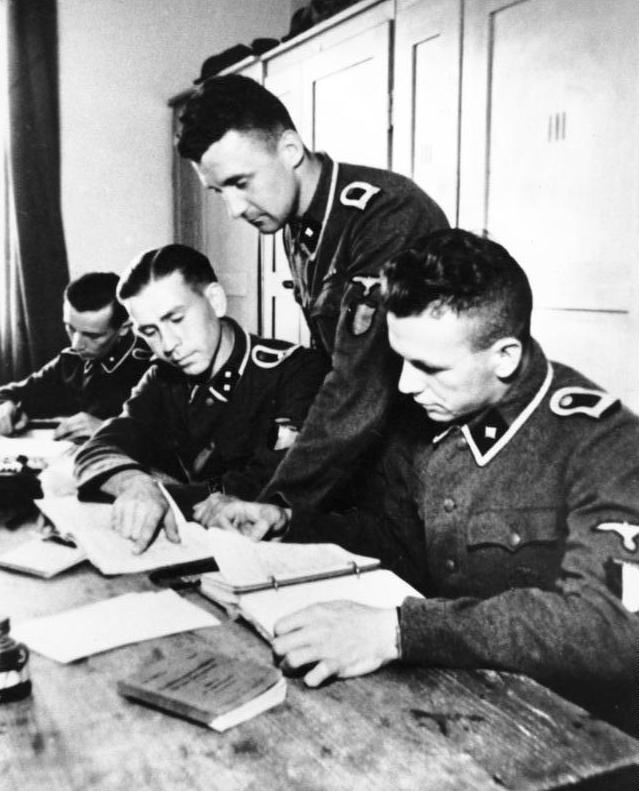
Stage « germanique » à la SS-Junkerschool de Bad Tölz, élèves wallons occupé à faire leurs « devoirs ».

C'est en juin 1943 que la Légion est versée dans la Waffen-SS et prend le nom de Brigade d’assaut SS « Wallonie ».
Après l’intégration du Bataillon dans la Waffen-SS, les volontaires wallons sont envoyés pour formation militaire à la SS-Junkerschulen de Bad Tölz, une des écoles de formation militaro-idéologique de la SS. Là, ils reçoivent une formation rigoureuse centrée sur les tactiques militaires, l’idéologie SS et l'endurcissement physique. L’école SS vise à transformer ces volontaires en une force élitiste mais surtout politiquement loyale aux principes nazis.
Cependant, face aux défaites et aux lourdes pertes subies par la Wehrmacht et la Waffen-SS, la Brigade d’assaut SS « Wallonie » n'achève pas sa formation. Prématurément envoyée sur le Front de l’Est, sans les effectifs d'une brigade, elle participe à plusieurs combats sanglants, dont la Bataille de Tcherkassy.
Aux côtés de la 5e Division SS « Wiking », du Bataillon estonien « Narwa » et d'autres unités, la Brigade se retrouve encerclée par l’Armée rouge près de Korsoun-Chevtchenkivskyï, dans l'oblast de Tcherkassy, à approximativement 150 kilomètres au sud de Kyïv.
De violentes contre-attaques des troupes encerclées et des unités de secours finissent par fendre l’encerclement et permettent à grande partie des troupes allemandes de s'échapper mais au prix de lourdes pertes. La Légion n'échappe pas à celles-ci, et c'est plus de 70 % des 2 000 volontaires de la Brigade qui resteront allongés dans les contrées de l'Est, dont l'un des commandants historique : Lucien Lippert (pl). Cette bataille est aussi réécrite à la sauce allemande dans le journal propagandiste Signal, où Degrelle prend le premier rôle pour tous ses hommes et autres volontaires européens,.

### 5ebrigade d'assautSSde «Wallonie»
La Bataille de Tcherkassy cause de lourdes pertes parmi les volontaires wallons et la Brigade d’assaut SS « Wallonie » est retirée du front pour être réorganisée. Durant cette période de reconstitution, la Brigade est rattachée à la 5e division SS « Wiking », une unité de la Waffen-SS composée de soldats étrangers issus de plusieurs pays européens (dont la Légion Flamande). C'est aussi dans ce contexte, en mars 1944, que la Brigade prend officiellement le nom de 5e brigade d'assaut SS de « Wallonie »,, qu'elle revient en Belgique et parade dans les rues de Bruxelles et de Charleroi pour accentuer le recrutement dans le grand besoin,. C'est aussi à ce moment que Degrelle prend le commandement de la Légion Wallonie.
Mais le temps des parades disparaît rapidement, et la 5e brigade d’assaut SS « Wallonie » est redéployée pour participer à la Bataille de la ligne Tannenberg, près de Narwa en Estonie, aux côtés d’autres unités SS de volontaires. Ils y retrouvent notamment les Belges néerlandophones de la 27e division SS Langemarck.

#### Bataille de la Ligne Tannenberg
L’objectif de la bataille pour les soviétiques est la réoccupation de l’Estonie, pour ensuite lancer des attaques contre la Finlande et la province de Prusse allemande (à côté de la mer Baltique). À nouveau, les pertes sont énormes pour les deux camps. Les forces allemandes font face aux « vagues incessantes d’assauts soviétiques ». La Brigade est engagée dans de durs combats défensifs.

### De brigade à division

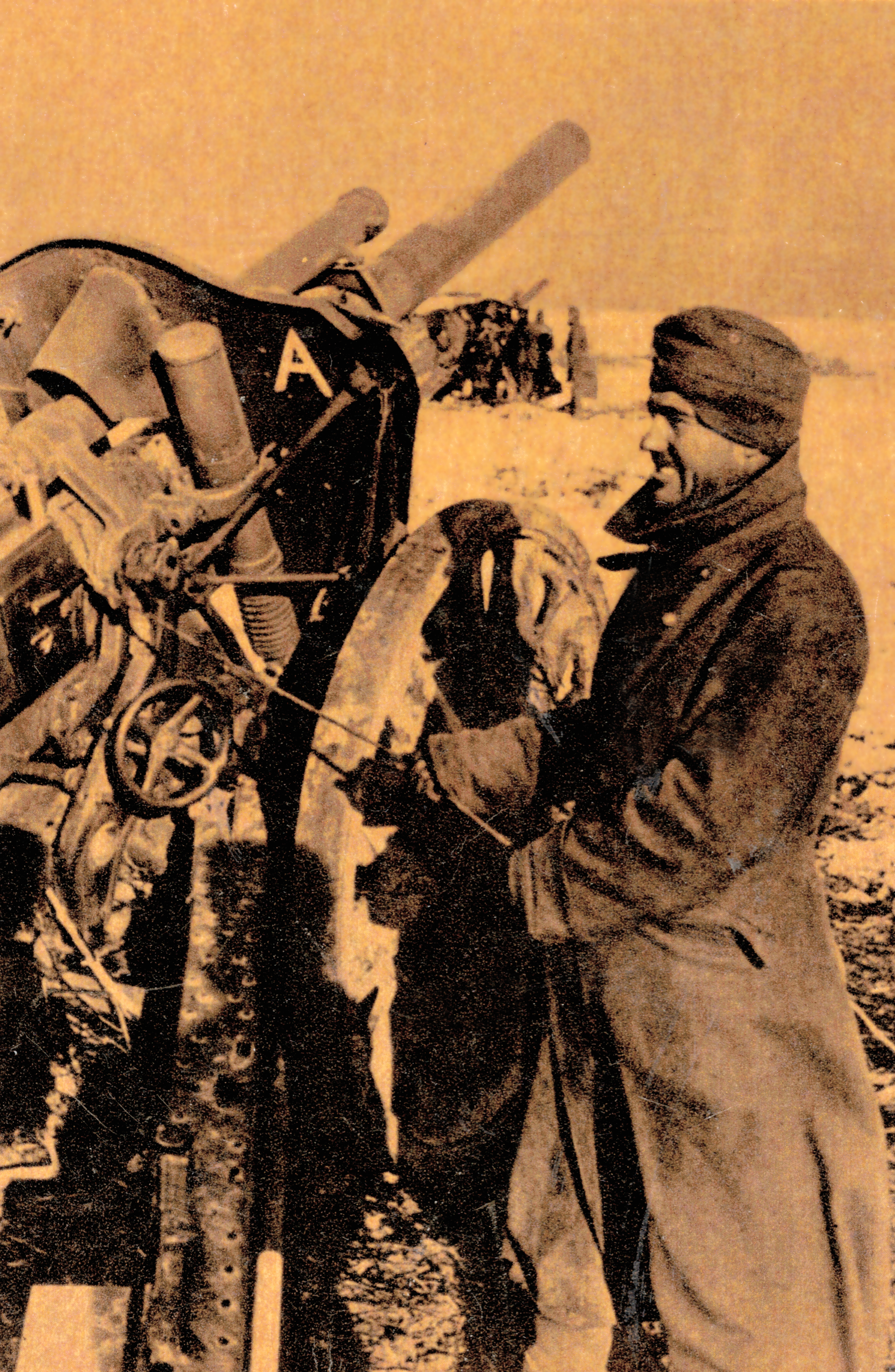
Un élément de la Division Bleue sur le Front de l'Est en 1943. Une compagnie des restes de cette division sera intégrée à la Légion Wallonne en 1944

Après la Bataille de la ligne Tannenberg, les lourdes pertes subies par la Brigade d’assaut SS « Wallonie » en 1944 obligent le commandement allemand à la retirer du front. Les effectifs de la brigade sont sévèrement réduits, ne dépassant plus qu'une fraction de sa taille originelle. C'est lors de cette période de reconstitution que l'unité reçoit la dénomination de 28e division de grenadiers volontaires SS « Wallonie », en septembre 1944 »),.

« La Brigade Wallonie n'a jamais réellement pu se remettre des pertes subies lors de ses engagements précédents, malgré les efforts de recrutement et d'incorporation de nouveaux volontaires. »

— Eddy de Bruyne
Cependant, ce changement de nom ne correspond pas à une augmentation immédiate de ses effectifs ; en réalité, même après sa « transformation » en division, celle-ci ne possède que la moitié des hommes requis pour constituer une véritable division (environ 10 000 hommes).
La reconstruction de la 28e division SS « Wallonie » est rendue possible par l'afflux de nouvelles recrues. Celles-ci sont en grande partie constituées de collaborateurs belges, fuyant tant l'avancée des forces alliées que les représailles des mouvements de résistance contre les collaborateurs. Ce recrutement est parfois forcé, et c’est aussi de jeunes membres de la jeunesse rexiste qui se retrouvent embrigadés.
Toujours dans l’objectif de disposer d’une division entière et non plus d’une moitié d’effectifs, la 28e division SS « Wallonie » se compose au fur et à mesures d'un nombre croissant d'étrangers et de recrues non volontaires (libérés de prison, des vieux collaborateurs etc.). L’un de ces apports est toutefois à remarquer : celui des Espagnols de l’ex-division Bleue (Azul) (approximativement 100 volontaires aguerris aux combats, et, surtout pour Degrelle, portant la croix brabançonne sur leur drapeau).
Le processus de reconstitution est interrompu à plusieurs reprises par des redéploiements urgents, en raison de la situation militaire catastrophique que connaît le Troisième Reich sur le Front de l'Est.

#### La fin en Poméranie
Début 1945, la « Division » est engagée dans des combats défensifs en Poméranie, autour de la poche de Stargard.
C’est affaiblie par son manque d’hommes et d’équipements ainsi que par les combats précédents, qu’elle participe à l'Opération Sonnenwende (en français : Opération « Solstice »), une des dernières contre-offensives allemandes, lancée le 15 février 1945.
Sous le commandement de Léon Degrelle, les restes de la division combattent aux côtés d'autres unités allemandes dans une tentative désespérée de contenir l'avancée soviétique. La division subit de lourdes pertes pendant ces combats, notamment lors de la défense de la ligne Stargard-Stettin.
Dans les dernières semaines de son existence, la division est anéantie. Les survivants tentent de se replier vers l'ouest (vers le coté britanico-américain) et certains réussissant à atteindre ces lignes, d'autres sont capturés par les Soviétiques. Le dernier commandant, Degrelle, prend la fuite vers l'Espagne en avion.

## Jugement après-guerre
« L’article 115 du Code pénal concerne la livraison de fournitures nécessaires à l’ennemi, le 113 vise la collaboration militaire, le 118 bis, la collaboration politique et le 121 bis, les dénonciateurs. 
De fait, sur plus de 600 000 dossiers répressifs ouverts par |’ Auditorat militaire, un peu plus de 50 000 furent instruits. »

— Struye, Jacquemyns, Gotovitch
Après la guerre, la Justice belge met en place un système de tribunaux militaires spéciaux pour juger les cas de collaboration. Pour les membres de la Division Wallonie, les procès se déroulent entre 1945 et 1950.
Les principaux chefs d'accusation sont le port d’armes contre la Belgique, l’engagement dans une force armée ennemie, la collaboration militaire avec l’occupant, et actes conduisant à la trahison. La justice a aussi fait une distinction entre les officiers et sous-officiers (avec des peines plus lourdes attribuées si l'individu est condamné), les simples soldats (aux peines plus légères si condamnation il y a), les engagés volontaires de la première heure et ceux recrutés (de gré ou de force) plus tardivement.

« Pour la plupart, les rexistes ont reconnu qu'ils eurent tort. Aux procès d'après-guerre, de jeunes enthousiastes se vantèrent de leurs convictions nationale-socialistes et portèrent fièrement les uniformes rexistes ou allemands, Mais, à quelques exceptions près, les dirigeants rexistes ne partagèrent pas cette assurance. »

— Martin Conway
Léon Degrelle, dernier commandant de la division et responsable de Rex, est condamné à mort par contumace en décembre 1945. Des condamnations à mort sont prononcées et certaines sont exécutées ; ou des peines de prison de cinq ans (certains ont bénéficié de circonstances atténuantes dues à leur jeune âge ou à l’endoctrinement) à perpétuité pour d’autres ; mais aussi des peines de dégradation civique (telle la perte des droits civils et politiques).
Aucun chef d'accusation n’a été prononcé pour crimes de guerre ou participation à la Shoah à l'encontre de la division.

### Crimes de guerre

#### Le massacre de Palmnicken
« Il est bien indiqué dans ces documents officiels que des Belges, des Wallons, ont participé au massacre. »

— Alexey Chabounine
Des documents d'archives découverts en 2019 attestent spécifiquement de la participation d'un détachement de la Légion Wallonie (et autres groupes SS, tel des Français, des Belges néerlandophones, Lituaniens...) au massacre de plus de 6 000 femmes juives. Ces troupes ont « reçu l'ordre en janvier 1945 de tuer les quelque 6 000 femmes juives encore présentes dans le camp de concentration de Stutthof »,.
C'est au bout d'une longue marche que les détachements SS ont forcé les femmes à plonger dans la mer gelée de Königsberg en Prusse-Orientale, pour les achever à la mitrailleuse et aux grenades.
Aucun autre massacre ou exaction n'ont été portés à l'encontre de l'unité et au vu de la récente découverte, aucune suite judiciaire n'a été entamée, la Division Wallonie est toujours blanchie de tout crime.

### Après la guerre
« Les séquelles d’une guerre ne peuvent jamais être véritablement effacées. »

— Luc Huyse & Steven Dhondt
 La fin de la Seconde Guerre mondiale ne sonne pas la mort idéologique du rexisme et plusieurs anciens combattants de la 28e division SS « Wallonie no 1 » se regroupent dans des associations d’entraide.
Un des personnages les plus actifs et proche de Degrelle pendant les années noire, Jean Vermeire, libéré en 1951 de sa peine de prison pour collaboration et devenu industriel dans le secteur de la vente de machines textile, participe à la création de « l’Union interprofessionnelle » (« Entraide Légionnaire »), une association qui se charge de trouver du travail pour les anciens de la Légion Wallonne.
C’est en 1978, qu’il fonde l’ASBL « Les Bourguignons », qui devient un lieu central pour les anciens volontaires wallons du Front de l’Est. Cependant, Vermeire, ancien officier collaborateur, dirige l’association d’une main de fer ; ce qui finit par susciter des tensions au sein des « Bourguignons ». En juin 1989, il organise des retrouvailles pour 150 membres à la villa de Léon Degrelle en Espagne, confirmant ainsi ses liens étroits avec les anciens leaders et collaborationnistes « avec lequel il n’a jamais perdu contact et est resté proche »,.
L’autoritarisme de Vermeire atteint son paroxysme et poussent, en 1994, une majorité des membres à fonder une amicale séparée, « Le Dernier Carré »,.

Léon Degrelle, qui a fui en Espagne à la fin du conflit, ne renonce pas non plus à ses idéaux ultra nationalistes. Dans les années qui suivent sa fuite, il participe à la fondation du « Secours international pour les victimes du nazisme », une organisation d’extrême droite qui vient en aide aux anciens nazis et collaborateurs européens. 

« Là où Napoléon et Hitler ont échoué, c’est peut-être le fils de l’un de nos adversaires du Caucase et de Tcherkassy qui réussira en rassemblant autour de la Russie, guérie du virus communiste, tous les peuples européens pour entraîner le monde dans une nouvelle marche en avant. »- Jean Kapel, Histoire Magazine, no 19 « Dossier : Hitler par ceux qui l'ont connu », Septembre 1981

— Léon Degrelle
Aux côtés d'anciens membres de la Waffen-SS, Degrelle tente ainsi de maintenir les liens entre les survivants de ces mouvements malgré leurs dispersions. Bien que cette organisation ne soit pas spécifiquement composée d'anciens de la 28e division SS « Wallonie no 1 », elle démontre l'influence persistante de Degrelle au sein des cercles néonazis européens et pour les futures associations de ce type.
Ces associations controversées (« Les Bourguignons et « Le Dernier Carré ») ont permis aux anciens collaborateurs de maintenir des liens entre eux et de revendiquer une certaine légitimité, tout en niant leur rôle dans les crimes de guerre perpétrés pendant la guerre.

## Ordres de batailles et drapeaux

### Ordres de bataille

#### De laWehrmacht...

##### Bataillon d'infanterieno373
La structure du Bataillon d'infanterie no 373 reste stable de sa création en 1941 lorsqu'il est dans l'ordre de bataille de la Wehrmacht, et elle est celle d'un bataillon d'infanterie composée de quatre compagnies, à sa migration dans la Waffen-SS en mi-1943.
- Bataillon d'infanterie no 373 (en allemand : Wallonisches Infanterie-Bataillon 373)
  - Compagnie d'état-major
  - Compagnie d'infanterie légère
  - Compagnie d'infanterie légère
  - Compagnie d'infanterie légère
  - Compagnie de mitrailleuses et mortiers

##### Affectations de l'unité pendant l'OpérationBarbarossa
Au vu de l'avancée de la Wehrmacht dans les contrées de l'Est, le bataillon a changé plusieurs fois d'unité mère. Il passe ainsi du 3e Corps d'Armée à la 2e armée en quelques mois, mais reste attaché à des divisions d'infanterie légère (parfois renommée dans une spécialisation tel les divisions de chasseurs, de chasseur de montagnes, etc.).

#### ... à laWaffen-SS
L'ordre de bataille sous la Waffen-SS est plus chaotique. Alors que le bataillon sort de l'ordre de bataille de la Wehrmacht s'agrandit pour se constituer en brigade d'assaut (en allemand : Sturmbrigade), pour fictivement être transformé en division vers la fin 1944, il apparait qu'aux défaites du Troisième Reich que l'effectif n'atteindra jamais l'escompté.
Sur papier, la division comporte une structure divisionnaire classique, qu'elle ne pourra jamais développer.
- 28e division de grenadiers blindés SS volontaires « Wallonie » (wallonne no 1)
  - 69e régiment de grenadiers blindés SS
  - 70e régiment de grenadiers blindés SS
  - 28e régiment de d'artillerie SS

##### Unités mères de l'unité dans laWaffen-SS
Bien que désignée sous le nom de « Division », la 28e division SS « Wallonie » no 1 n'a jamais atteint une qualité complète, et ses unités n'ont jamais été entièrement réunies pour mener des opérations coordonnées. Ce titre de « Division » demeure ainsi largement un outil de propagande et est fruit de Degrelle. Dans les derniers combats, seuls le 69e régiment d'infanterie et quelques sous-unités participent, en territoire allemand, aux côtés des volontaires flamands de la 27e Division SS Langemarck, ce qui marque ainsi la dernière fois que ces deux contingents belges combattent ensemble.

### Drapeaux
La croix de Bourgogne est un héritage du Moyen Âge, représentant l'autorité des ducs de Bourgogne sur une vaste région de l’Europe du Nord, incluant les Pays-Bas et la Flandre. Ce symbole de puissance du passé est adopté par Léon Degrelle et le mouvement rexiste dans une quête de nostalgie qui vise à rétablir la grandeur des anciens États bourguignons.
La croix devient l'emblème des étendards de la 28e division SS Wallonie no 1. Le premier drapeau à croix de Bourgogne est remis le 8 août 1941 à Bruxelles, symbolisant à la fois l'héritage bourguignon et la propagande rexiste. Les légionnaires reçoivent par la suite plusieurs étendards. Chacun d'entre eux est orné d’une croix de saint André rouge et d’une devise reflétant les idéaux rexistes.
En 1942, au départ du second contingent de la Légion Wallonie, un nouveau pavillon est remis. Cet étendard présente sur un fond blanc une croix de Saint-André rouge. Sur ses deux faces figurait une banderole avec la devise « Dur et Pur Rex vaincra ».
Quatre fanions de compagnie accompagnent le drapeau, reprenant le même style sans la devise, mais avec un bras sortant d'un nuage brandissant un glaive et symbolisant le bras de Dieu. Ces éléments sont conçus par Maurice ‘John’ Hagemans, dirigeant de la Jeunesse Rexiste.
À l’entrée dans la SS, un nouvel étendard et quatre fanions sont remis aux légionnaires. Les fanions de compagnie étaient identiques à ceux de 1942, mais numérotés de 5 à 8. L'étendard reprenait la conception précédente avec une nouvelle devise sur la banderole : « Qui s’y frotte s’y pique ».
Degrelle semble avoir récupéré ces drapeaux des années plus tard en Espagne. Exposés dans son bureau, ils constituent les reliques d'un passé idéalisé.
La croix de Bourgogne s'impose également comme un symbole dans les milieux néo-nazis d'après-guerre, perpétuant une vision nationaliste teintée de la nostalgie. Le mouvement rexiste, en utilisant cet emblème, allie l'histoire bourguignonne à ses propres idéaux d'exclusion, que les organisations d'extrême droite reprendront pour exprimer une résistance aux changements sociaux et politiques de l'après-guerre.

Premier fanion de la Légion Wallonie.
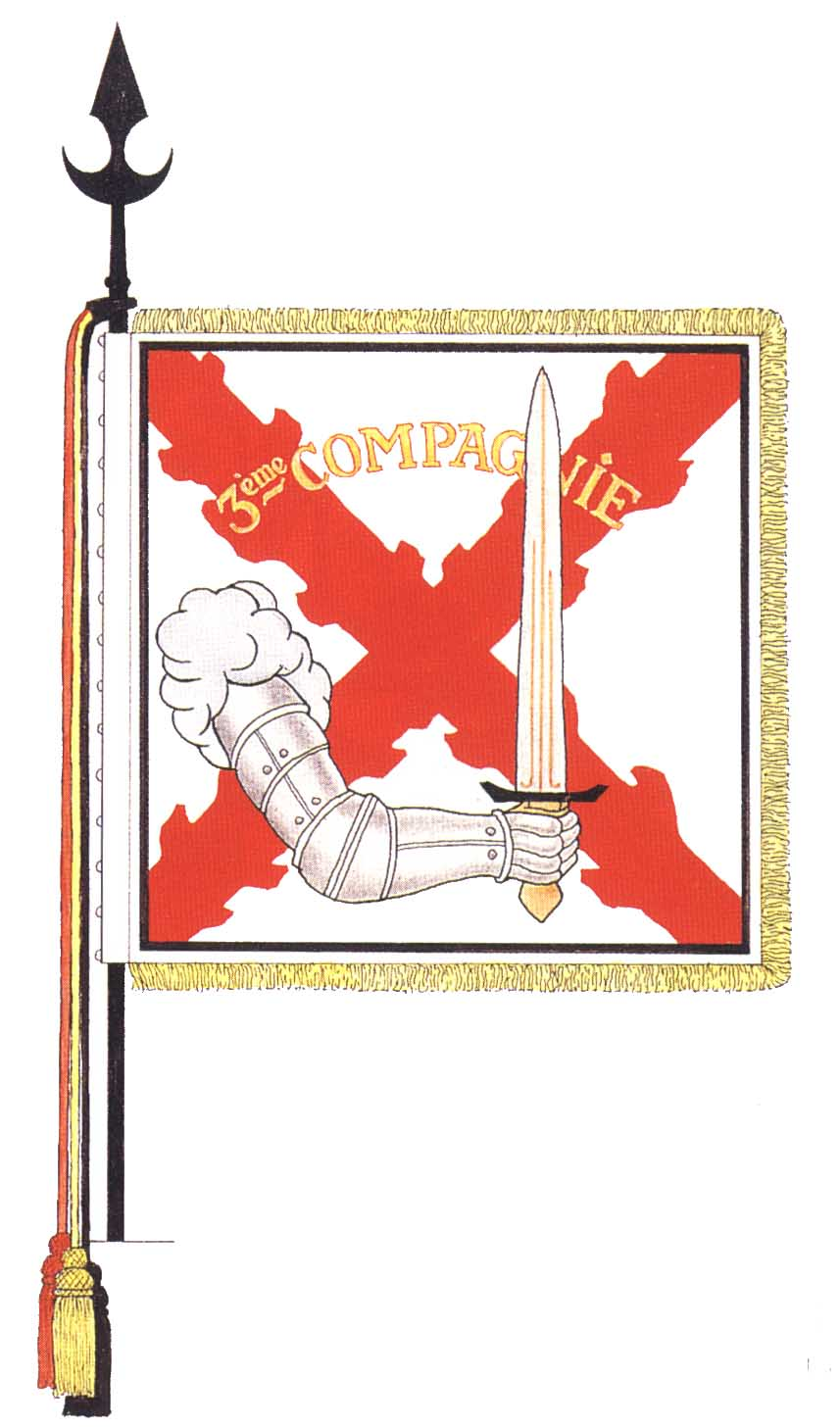
Fanion de la 3e compagnie de la Légion Wallonie en 1943. Reflétant le fanion de la Brigade d'assaut et la croix de Bourgogne.
Étendard de la Légion Wallonie en 1944. Reflétant celui des Lansquenets allemand avec la croix de Bourgogne.